# Ferenc Kontra (dyplomata)
Ferenc Kontra (ur. 1954 roku w Budapeszcie) – węgierski dyplomata.
Jest absolwentem wydziału stosunków międzynarodowych Uniwersytetu Kijowskiego (1977). Od 1978 był pracownikiem węgierskiego MSZ. W latach 1980–1985 pracował w ambasadzie w Iranie, w latach 1989–1990 – w misji ONZ w Namibii. W latach 1992–1997 był zastępcą ambasadora w Grecji. Był ambasadorem na Ukrainie (2001) (od 2002 roku akredytowanym także w Gruzji) i w Rosji (akredytowanym także w Armenii, Mołdawii i na Białorusi) (2004–2005). 27 maja 2008 roku złożył listy uwierzytelniające prezydentowi Białorusi Alaksandrowi Łukaszence. Został w ten sposób pierwszym w historii ambasadorem Węgier akredytowanym na Białorusi i tam rezydującym.